# Tour de Slovénie 2015
La 22e édition du Tour de Slovénie a eu lieu du 18 au 21 juin 2015. La course fait partie du calendrier UCI Europe Tour 2015 en catégorie 2.1.
Elle a été remportée par le Slovène Primož Roglič (Adria Mobil), vainqueur de la troisième étape, cinq secondes devant l'Espagnol Mikel Nieve (Sky) et huit d'avance sur son compatriote Jure Golčer (Felbermayr Simplon Wels).
L'Italien Davide Appollonio (Androni Giocattoli-Sidermec) gagne le classement par points tandis que son compatriote Mauro Finetto (Southeast) s'adjuge celui de la montagne. Le Slovène Domen Novak (Adria Mobil) termine meilleur jeune et sa formation slovène meilleure équipe.

## Présentation

### Équipes
Classé en catégorie 2.1 de l'UCI Europe Tour, le Tour de Slovénie est par conséquent ouvert aux WorldTeams dans la limite de 50 % des équipes participantes, aux équipes continentales professionnelles, aux équipes continentales et aux équipes nationales.
Dix-sept équipes participent à ce Tour de Slovénie - trois WorldTeams, huit équipes continentales professionnelles, cinq équipes continentales et une équipe nationale :
| UCI WorldTeams  | UCI WorldTeams | UCI WorldTeams |
| Nom de l'équipe | Pays           | Code           |
| --------------- | -------------- | -------------- |
| Katusha         | Russie         | KAT            |
| Lampre-Merida   | Italie         | LAM            |
| Sky             | Royaume-Uni    | SKY            |

| Équipes continentales professionnelles | Équipes continentales professionnelles | Équipes continentales professionnelles |
| Nom de l'équipe                        | Pays                                   | Code                                   |
| -------------------------------------- | -------------------------------------- | -------------------------------------- |
| Androni Giocattoli-Sidermec            | Italie                                 | AND                                    |
| Bardiani CSF                           | Italie                                 | BAR                                    |
| Colombia                               | Colombie                               | COL                                    |
| Nippo-Vini Fantini                     | Italie                                 | NIP                                    |
| RusVelo                                | Russie                                 | RVL                                    |
| Southeast                              | Italie                                 | STH                                    |
| Topsport Vlaanderen-Baloise            | Belgique                               | TSV                                    |
| UnitedHealthcare                       | États-Unis                             | UHC                                    |

| Équipes continentales   | Équipes continentales | Équipes continentales |
| Nom de l'équipe         | Pays                  | Code                  |
| ----------------------- | --------------------- | --------------------- |
| Adria Mobil             | Slovénie              | ADR                   |
| D'Amico Bottecchia      | Italie                | AZT                   |
| Felbermayr Simplon Wels | Autriche              | RWS                   |
| Meridiana Kamen         | Croatie               | MKT                   |
| Radenska Ljubljana      | Slovénie              | RAR                   |

| Équipe nationale             | Équipe nationale | Équipe nationale |
| Nom de l'équipe              | Pays             | Code             |
| ---------------------------- | ---------------- | ---------------- |
| Équipe nationale de Slovénie | Slovénie         | SLO              |

## Étapes
| Étape     | Date    | Villes étapes                |                             | Distance (km) | Vainqueur d’étape  | Leader du classement général |
| --------- | ------- | ---------------------------- | --------------------------- | ------------- | ------------------ | ---------------------------- |
| 1re étape | 18 juin | Ljubljana - Ljubljana        | Contre-la-montre individuel | 8,8           | Artem Ovechkin     | Artem Ovechkin               |
| 2e étape  | 19 juin | Škofja Loka - Kočevje        | Étape de moyenne montagne   | 182           | Pierpaolo De Negri | Artem Ovechkin               |
| 3e étape  | 20 juin | Dobrovnik - Trije Kralji     | Étape de montagne           | 178,5         | Primož Roglič      | Primož Roglič                |
| 4e étape  | 21 juin | Rogaška Slatina - Novo Mesto | Étape vallonnée             | 165,5         | Marko Kump         | Primož Roglič                |

## Déroulement de la course

### 1reétape
| Classement de l'étape | Classement de l'étape | Classement de l'étape | Classement de l'étape       | Classement de l'étape |
|                       | Coureur               | Pays                  | Équipe                      | Temps                 |
| --------------------- | --------------------- | --------------------- | --------------------------- | --------------------- |
| 1er                   | Artem Ovechkin        | Russie                | RusVelo                     | en 10 min 22 s        |
| 2e                    | Salvatore Puccio      | Italie                | Sky                         | + 0 s                 |
| 3e                    | Diego Ulissi          | Italie                | Lampre-Merida               | + 2 s                 |
| 4e                    | Vladimir Isaychev     | Russie                | Katusha                     | + 4 s                 |
| 5e                    | Alexander Porsev      | Russie                | Katusha                     | + 5 s                 |
| 6e                    | Davide Appollonio     | Italie                | Androni Giocattoli-Sidermec | + 6 s                 |
| 7e                    | Marco Canola          | Italie                | UnitedHealthcare            | + 6 s                 |
| 8e                    | Jure Golčer           | Slovénie              | Felbermayr Simplon Wels     | + 7 s                 |
| 9e                    | Sven Erik Bystrøm     | Norvège               | Katusha                     | + 7 s                 |
| 10e                   | Mauro Finetto         | Italie                | Southeast                   | + 7 s                 |
| modifier              |                       |                       |                             |                       |

| Classement général | Classement général | Classement général | Classement général          | Classement général |
|                    | Coureur            | Pays               | Équipe                      | Temps              |
| ------------------ | ------------------ | ------------------ | --------------------------- | ------------------ |
| 1er                | Artem Ovechkin     | Russie             | RusVelo                     | en 10 min 22 s     |
| 2e                 | Salvatore Puccio   | Italie             | Sky                         | + 0 s              |
| 3e                 | Diego Ulissi       | Italie             | Lampre-Merida               | + 2 s              |
| 4e                 | Vladimir Isaychev  | Russie             | Katusha                     | + 4 s              |
| 5e                 | Alexander Porsev   | Russie             | Katusha                     | + 5 s              |
| 6e                 | Davide Appollonio  | Italie             | Androni Giocattoli-Sidermec | + 6 s              |
| 7e                 | Marco Canola       | Italie             | UnitedHealthcare            | + 6 s              |
| 8e                 | Jure Golčer        | Slovénie           | Felbermayr Simplon Wels     | + 7 s              |
| 9e                 | Sven Erik Bystrøm  | Norvège            | Katusha                     | + 7 s              |
| 10e                | Mauro Finetto      | Italie             | Southeast                   | + 7 s              |
| modifier           |                    |                    |                             |                    |

### 2eétape
| Classement de l'étape | Classement de l'étape | Classement de l'étape | Classement de l'étape       | Classement de l'étape |
|                       | Coureur               | Pays                  | Équipe                      | Temps                 |
| --------------------- | --------------------- | --------------------- | --------------------------- | --------------------- |
| 1er                   | Pierpaolo De Negri    | Italie                | Nippo-Vini Fantini          | en 4 h 39 min 52 s    |
| 2e                    | Antonio Parrinello    | Italie                | D'Amico Bottecchia          | m.t                   |
| 3e                    | Simone Ponzi          | Italie                | Southeast                   | m.t                   |
| 4e                    | Manuele Mori          | Italie                | Lampre-Merida               | m.t                   |
| 5e                    | Salvatore Puccio      | Italie                | Sky                         | m.t                   |
| 6e                    | Davide Appollonio     | Italie                | Androni Giocattoli-Sidermec | m.t                   |
| 7e                    | Radoslav Rogina       | Croatie               | Adria Mobil                 | m.t                   |
| 8e                    | Thomas Sprengers      | Belgique              | Topsport Vlaanderen-Baloise | m.t                   |
| 9e                    | Mauro Finetto         | Italie                | Southeast                   | m.t                   |
| 10e                   | Matthias Krizek       | Autriche              | Felbermayr Simplon Wels     | m.t                   |
| modifier              |                       |                       |                             |                       |

| Classement général | Classement général | Classement général | Classement général          | Classement général |
|                    | Coureur            | Pays               | Équipe                      | Temps              |
| ------------------ | ------------------ | ------------------ | --------------------------- | ------------------ |
| 1er                | Artem Ovechkin     | Russie             | RusVelo                     | en 4 h 50 min 14 s |
| 2e                 | Salvatore Puccio   | Italie             | Sky                         | + 0 s              |
| 3e                 | Diego Ulissi       | Italie             | Lampre-Merida               | + 2 s              |
| 4e                 | Vladimir Isaychev  | Russie             | Katusha                     | + 4 s              |
| 5e                 | Davide Appollonio  | Italie             | Androni Giocattoli-Sidermec | + 6 s              |
| 6e                 | Jure Golčer        | Slovénie           | Felbermayr Simplon Wels     | + 7 s              |
| 7e                 | Sven Erik Bystrøm  | Norvège            | Katusha                     | + 7 s              |
| 8e                 | Mauro Finetto      | Italie             | Southeast                   | + 7 s              |
| 9e                 | Nathan Earle       | Australie          | Sky                         | + 9 s              |
| 10e                | Preben Van Hecke   | Belgique           | Topsport Vlaanderen-Baloise | + 11 s             |
| modifier           |                    |                    |                             |                    |

### 3eétape
| Classement de l'étape | Classement de l'étape      | Classement de l'étape | Classement de l'étape   | Classement de l'étape |
|                       | Coureur                    | Pays                  | Équipe                  | Temps                 |
| --------------------- | -------------------------- | --------------------- | ----------------------- | --------------------- |
| 1er                   | Primož Roglič              | Slovénie              | Adria Mobil             | en 5 h 4 min 39 s     |
| 2e                    | Mikel Nieve                | Espagne               | Sky                     | + 0 s                 |
| 3e                    | Radoslav Rogina            | Croatie               | Adria Mobil             | + 0 s                 |
| 4e                    | Mauro Finetto              | Italie                | Southeast               | + 14 s                |
| 5e                    | Jure Golčer                | Slovénie              | Felbermayr Simplon Wels | + 14 s                |
| 6e                    | Diego Ulissi               | Italie                | Lampre-Merida           | + 25 s                |
| 7e                    | Francesco Manuel Bongiorno | Italie                | Bardiani CSF            | + 37 s                |
| 8e                    | Egor Silin                 | Russie                | Katusha                 | + 45 s                |
| 9e                    | Alexander Foliforov        | Russie                | RusVelo                 | + 45 s                |
| 10e                   | Matija Kvasina             | Croatie               | Felbermayr Simplon Wels | + 45 s                |
| modifier              |                            |                       |                         |                       |

| Classement général | Classement général  | Classement général | Classement général          | Classement général |
|                    | Coureur             | Pays               | Équipe                      | Temps              |
| ------------------ | ------------------- | ------------------ | --------------------------- | ------------------ |
| 1er                | Primož Roglič       | Slovénie           | Adria Mobil                 | en 9 h 55 min 6 s  |
| 2e                 | Mikel Nieve         | Espagne            | Sky                         | + 5 s              |
| 3e                 | Jure Golčer         | Slovénie           | Felbermayr Simplon Wels     | + 8 s              |
| 4e                 | Mauro Finetto       | Italie             | Southeast                   | + 8 s              |
| 5e                 | Diego Ulissi        | Italie             | Lampre-Merida               | + 14 s             |
| 6e                 | Radoslav Rogina     | Croatie            | Adria Mobil                 | + 15 s             |
| 7e                 | Salvatore Puccio    | Italie             | Sky                         | + 32 s             |
| 8e                 | Jan Polanc          | Slovénie           | Lampre-Merida               | + 44 s             |
| 9e                 | Simone Stortoni     | Italie             | Androni Giocattoli-Sidermec | + 51 s             |
| 10e                | Alexander Foliforov | Russie             | RusVelo                     | + 53 s             |
| modifier           |                     |                    |                             |                    |

### 4eétape
| Classement de l'étape | Classement de l'étape | Classement de l'étape | Classement de l'étape       | Classement de l'étape |
|                       | Coureur               | Pays                  | Équipe                      | Temps                 |
| --------------------- | --------------------- | --------------------- | --------------------------- | --------------------- |
| 1er                   | Marko Kump            | Slovénie              | Adria Mobil                 | en 3 h 47 min 10 s    |
| 2e                    | Maximiliano Richeze   | Argentine             | Lampre-Merida               | m.t                   |
| 3e                    | Christopher Sutton    | Australie             | Sky                         | m.t                   |
| 4e                    | Davide Appollonio     | Italie                | Androni Giocattoli-Sidermec | m.t                   |
| 5e                    | Jarl Salomein         | Belgique              | Topsport Vlaanderen-Baloise | m.t                   |
| 6e                    | Andrea Piechele       | Italie                | Bardiani CSF                | m.t                   |
| 7e                    | Robert Förster        | Allemagne             | UnitedHealthcare            | m.t                   |
| 8e                    | Rafael Andriato       | Brésil                | Southeast                   | m.t                   |
| 9e                    | Elia Favilli          | Italie                | Southeast                   | m.t                   |
| 10e                   | Pierpaolo De Negri    | Italie                | Nippo-Vini Fantini          | m.t                   |
| modifier              |                       |                       |                             |                       |

## Classements finals

### Classement général final
| Classement général final | Classement général final | Classement général final | Classement général final    | Classement général final |
|                          | Coureur                  | Pays                     | Équipe                      | Temps                    |
| ------------------------ | ------------------------ | ------------------------ | --------------------------- | ------------------------ |
| 1er                      | Primož Roglič            | Slovénie                 | Adria Mobil                 | en 13 h 42 min 16 s      |
| 2e                       | Mikel Nieve              | Espagne                  | Sky                         | + 5 s                    |
| 3e                       | Jure Golčer              | Slovénie                 | Felbermayr Simplon Wels     | + 8 s                    |
| 4e                       | Mauro Finetto            | Italie                   | Southeast                   | + 8 s                    |
| 5e                       | Diego Ulissi             | Italie                   | Lampre-Merida               | + 14 s                   |
| 6e                       | Radoslav Rogina          | Croatie                  | Adria Mobil                 | + 15 s                   |
| 7e                       | Salvatore Puccio         | Italie                   | Sky                         | + 32 s                   |
| 8e                       | Jan Polanc               | Slovénie                 | Lampre-Merida               | + 44 s                   |
| 9e                       | Simone Stortoni          | Italie                   | Androni Giocattoli-Sidermec | + 51 s                   |
| 10e                      | Alexander Foliforov      | Russie                   | RusVelo                     | + 53 s                   |
| modifier                 |                          |                          |                             |                          |

### Classements annexes
| Classement par points | Classement par points | Classement par points | Classement par points       | Classement par points |
| --------------------- | --------------------- | --------------------- | --------------------------- | --------------------- |
|                       | Coureur               | Pays                  | Équipe                      | Point(s)              |
| 1er                   | Davide Appollonio     | Italie                | Androni Giocattoli-Sidermec | 42 points             |
| 2e                    | Salvatore Puccio      | Italie                | Sky                         | 41 pts                |
| 3e                    | Pierpaolo De Negri    | Italie                | Nippo-Vini Fantini          | 31 pts                |
| modifier              |                       |                       |                             |                       |

| Classement de la montagne | Classement de la montagne | Classement de la montagne | Classement de la montagne | Classement de la montagne |
| ------------------------- | ------------------------- | ------------------------- | ------------------------- | ------------------------- |
|                           | Coureur                   | Pays                      | Équipe                    | Point(s)                  |
| 1er                       | Mauro Finetto             | Italie                    | Southeast                 | 23 points                 |
| 2e                        | Primož Roglič             | Slovénie                  | Adria Mobil               | 12 pts                    |
| 3e                        | Klemen Štimulak           | Slovénie                  | Adria Mobil               | 13 pts                    |
| modifier                  |                           |                           |                           |                           |

| Classement du meilleur jeune | Classement du meilleur jeune | Classement du meilleur jeune | Classement du meilleur jeune | Classement du meilleur jeune |
|                              | Coureur                      | Pays                         | Équipe                       | Temps                        |
| ---------------------------- | ---------------------------- | ---------------------------- | ---------------------------- | ---------------------------- |
| 1er                          | Domen Novak                  | Slovénie                     | Adria Mobil                  | en 13 h 43 min 56 s          |
| 2e                           | Artem Nych                   | Russie                       | RusVelo                      | + 3 min 59 s                 |
| 3e                           | Ildar Arslanov               | Russie                       | RusVelo                      | + 6 min 31 s                 |
| modifier                     |                              |                              |                              |                              |

| Classement par équipes | Classement par équipes      | Classement par équipes | Classement par équipes |
|                        | Équipe                      | Pays                   | Temps                  |
| ---------------------- | --------------------------- | ---------------------- | ---------------------- |
| 1re                    | Adria Mobil                 | Slovénie               | en 41 h 8 min 15 s     |
| 2e                     | Sky                         | Italie                 | + 31 s                 |
| 3e                     | Androni Giocattoli-Sidermec | Italie                 | + 2 min 34 s           |
| modifier               |                             |                        |                        |

### UCI Europe Tour
Ce Tour de Slovénie attribue des points pour l'UCI Europe Tour 2015, par équipes seulement aux coureurs des équipes continentales professionnelles et continentales, individuellement à tous les coureurs sauf ceux faisant partie d'une équipe ayant un label WorldTeam.
| Position,          | 1er | 2e | 3e | 4e | 5e | 6e | 7e | 8e | 9e | 10e | 11e | 12e |
| Classement général | 80  | 56 | 32 | 24 | 20 | 16 | 12 | 8  | 7  | 6   | 5   | 3   |
| Par étape          | 16  | 11 | 6  | 5  | 4  | 2  |    |    |    |     |     |     |
| Leader, par étape  | 8   |    |    |    |    |    |    |    |    |     |     |     |

| Cycliste            | Équipe                      | Général | Étape | Leader | Total |
| ------------------- | --------------------------- | ------- | ----- | ------ | ----- |
| Primož Roglič       | Adria Mobil                 | 80      | 16    | 8      | 104   |
| Jure Golčer         | Felbermayr Simplon Wels     | 32      | 4     | -      | 36    |
| Artem Ovechkin      | RusVelo                     | -       | 16    | 16     | 32    |
| Mauro Finetto       | Southeast                   | 24      | 5     | -      | 29    |
| Radoslav Rogina     | Adria Mobil                 | 16      | 6     | -      | 22    |
| Pierpaolo De Negri  | Nippo-Vini Fantini          | -       | 16    | -      | 16    |
| Marko Kump          | Adria Mobil                 | -       | 16    | -      | 16    |
| Antonio Parrinello  | D'Amico Bottecchia          | -       | 11    | -      | 11    |
| Davide Appollonio   | Androni Giocattoli-Sidermec | -       | 9     | -      | 9     |
| Simone Stortoni     | Androni Giocattoli-Sidermec | 7       | -     | -      | 7     |
| Alexander Foliforov | RusVelo                     | 6       | -     | -      | 6     |
| Simone Ponzi        | Southeast                   | -       | 6     | -      | 6     |
| Matija Kvasina      | Felbermayr Simplon Wels     | 5       | -     | -      | 5     |
| Jarl Salomein       | Topsport Vlaanderen-Baloise | -       | 4     | -      | 4     |
| Andrea Piechele     | Bardiani CSF                | -       | 2     | -      | 2     |

## Évolution des classements
| Étape              | Vainqueur          | Classement général | Classement par points | Classement de la montagne | Classement du meilleur jeune | Classement par équipes |
| ------------------ | ------------------ | ------------------ | --------------------- | ------------------------- | ---------------------------- | ---------------------- |
| 1                  | Artem Ovechkin     | Artem Ovechkin     | Artem Ovechkin        | Non décerné               | Marko Pavlic                 | Katusha                |
| 2                  | Pierpaolo De Negri | Artem Ovechkin     | Salvatore Puccio      | Mauro Finetto             | Marko Pavlic                 | Katusha                |
| 3                  | Primož Roglič      | Primož Roglič      | Salvatore Puccio      | Mauro Finetto             | Domen Novak                  | Adria Mobil            |
| 4                  | Marko Kump         | Primož Roglič      | Davide Appollonio     | Mauro Finetto             | Domen Novak                  | Adria Mobil            |
| Classements finals | Classements finals | Primož Roglič      | Davide Appollonio     | Mauro Finetto             | Domen Novak                  | Adria Mobil            |

## Liste des participants
- Liste de départ complète

| Légende                             | Légende                                                                                                  | Légende                                | Légende                                                                                                  |
| ----------------------------------- | --- | -------------------------------------- | --- |
| Num                                 | Dossard de départ porté par le coureur sur ce Tour de Slovénie                                           | Pos                                    | Position finale au classement général                                                                    |
| Leader du classement général        | Indique le vainqueur du classement général                                                               | Leader du classement par points        | Indique le vainqueur du classement par points                                                            |
| Leader du classement de la montagne | Indique le vainqueur du classement de la montagne                                                        | Leader du classement du meilleur jeune | Indique le vainqueur du classement du meilleur jeune                                                     |
|                                     | Indique un maillot de champion national ou mondial, suivi de sa spécialité                               | #                                      | Indique la meilleure équipe                                                                              |
| NP                                  | Indique un coureur qui n'a pas pris le départ d'une étape, suivi du numéro de l'étape où il s'est retiré | AB                                     | Indique un coureur qui n'a pas terminé une étape, suivi du numéro de l'étape où il s'est retiré          |
| HD                                  | Indique un coureur qui a terminé une étape hors des délais, suivi du numéro de l'étape                   | *                                      | Indique un coureur en lice pour le classement du meilleur jeune (coureurs nés après le 1er janvier 1993) |

| Katusha KAT           | Katusha KAT                    | Katusha KAT |
| --------------------- | ------------------------------ | ----------- |
| Num                   | Coureur                        | Pos         |
| 1                     | Maxim Belkov (RUS)             | 71e         |
| 2                     | Sven Erik Bystrøm (NOR)        | 43e         |
| 3                     | Vladimir Isaychev (RUS)        | 54e         |
| 4                     | Alexander Porsev (RUS) (Route) | AB-3        |
| 5                     | Rüdiger Selig (GER)            | AB-3        |
| 6                     | Egor Silin (RUS)               | 12e         |
| 7                     | Eduard Vorganov (RUS)          | 48e         |
| 8                     |                                |             |
| Directeur sportif : ? |                                |             |

| Sky SKY               | Sky SKY                  | Sky SKY |
| --------------------- | ------------------------ | ------- |
| Num                   | Coureur                  | Pos     |
| 11                    | Mikel Nieve (ESP)        | 2e      |
| 12                    | Nathan Earle (AUS)       | 15e     |
| 13                    | Andrew Fenn (GBR)        | 64e     |
| 14                    | Salvatore Puccio (ITA)   | 7e      |
| 15                    | Xabier Zandio (ESP)      | 53e     |
| 16                    | Christopher Sutton (AUS) | 66e     |
| 17                    |                          |         |
| 18                    |                          |         |
| Directeur sportif : ? |                          |         |

| Lampre-Merida LAM     | Lampre-Merida LAM           | Lampre-Merida LAM |
| --------------------- | --------------------------- | ----------------- |
| Num                   | Coureur                     | Pos               |
| 21                    | Jan Polanc (SLO)            | 8e                |
| 22                    | Mattia Cattaneo (ITA)       | 108e              |
| 23                    | Chun Kai Feng (TPE) (Route) | NP-4              |
| 24                    | Roberto Ferrari (ITA)       | 102e              |
| 25                    | Manuele Mori (ITA)          | 35e               |
| 26                    | Maximiliano Richeze (ARG)   | 79e               |
| 27                    | Diego Ulissi (ITA)          | 5e                |
| 28                    | Ilia Koshevoy (BLR)         | 107e              |
| Directeur sportif : ? |                             |                   |

| UnitedHealthcare UHC  | UnitedHealthcare UHC     | UnitedHealthcare UHC |
| --------------------- | ------------------------ | -------------------- |
| Num                   | Coureur                  | Pos                  |
| 31                    | Janez Brajkovič (SLO)    | 46e                  |
| 32                    | Alessandro Bazzana (ITA) | 70e                  |
| 33                    | Marco Canola (ITA)       | 67e                  |
| 34                    | Robert Förster (GER)     | 101e                 |
| 35                    | Davide Frattini (ITA)    | 60e                  |
| 36                    | Christopher Jones (USA)  | 50e                  |
| 37                    | Daniele Ratto (ITA)      | 84e                  |
| 38                    | Federico Zurlo (ITA)*    | 65e                  |
| Directeur sportif : ? |                          |                      |

| Androni Giocattoli-Sidermec AND | Androni Giocattoli-Sidermec AND | Androni Giocattoli-Sidermec AND |
| ------------------------------- | ------------------------------- | ------------------------------- |
| Num                             | Coureur                         | Pos                             |
| 41                              | Franco Pellizotti (ITA)         | 17e                             |
| 42                              | Oscar Gatto (ITA)               | 57e                             |
| 43                              | Marco Frapporti (ITA)           | 40e                             |
| 44                              | Davide Appollonio (ITA)         | 33e                             |
| 45                              | Simone Stortoni (ITA)           | 9e                              |
| 46                              | Fabio Taborre (ITA)             | 41e                             |
| 47                              | Alessio Taliani (ITA)           | 14e                             |
| 48                              | Gianfranco Zilioli (ITA)        | 45e                             |
| Directeur sportif : ?           |                                 |                                 |

| Nippo-Vini Fantini NIP | Nippo-Vini Fantini NIP     | Nippo-Vini Fantini NIP |
| ---------------------- | -------------------------- | ---------------------- |
| Num                    | Coureur                    | Pos                    |
| 51                     | Giacomo Berlato (ITA)      | 38e                    |
| 52                     | Alessandro Malaguti (ITA)  | 75e                    |
| 53                     | Alessandro Bisolti (ITA)   | 21e                    |
| 54                     | Pierpaolo De Negri (ITA)   | 56e                    |
| 55                     | Iuri Filosi (ITA)          | 49e                    |
| 56                     | Riccardo Stacchiotti (ITA) | 99e                    |
| 57                     | Didier Chaparro (COL)      | 37e                    |
| 58                     | Antonio Nibali (ITA)       | 58e                    |
| Directeur sportif : ?  |                            |                        |

| Bardiani CSF BAR      | Bardiani CSF BAR                 | Bardiani CSF BAR |
| --------------------- | -------------------------------- | ---------------- |
| Num                   | Coureur                          | Pos              |
| 61                    | Francesco Manuel Bongiorno (ITA) | 13e              |
| 62                    | Andrea Manfredi (ITA)            | 74e              |
| 63                    | Luca Sterbini (ITA)              | 72e              |
| 64                    | Simone Sterbini (ITA)*           | 109e             |
| 65                    | Simone Andreetta (ITA)*          | 112e             |
| 66                    | Andrea Piechele (ITA)            | 104e             |
| 67                    | Edoardo Zardini (ITA)            | 19e              |
| 68                    | Alessandro Tonelli (ITA)         | 47e              |
| Directeur sportif : ? |                                  |                  |

| RusVelo RVL           | RusVelo RVL               | RusVelo RVL |
| --------------------- | ------------------------- | ----------- |
| Num                   | Coureur                   | Pos         |
| 71                    | Ildar Arslanov (RUS)*     | 30e         |
| 72                    | Alexander Foliforov (RUS) | 10e         |
| 73                    | Artur Ershov (RUS)        | AB-3        |
| 74                    | Artem Nych (RUS)*         | 27e         |
| 75                    | Alexander Serov (RUS)     | AB-3        |
| 76                    | Sergey Firsanov (RUS)     | 18e         |
| 77                    | Roman Maikin (RUS)        | 51e         |
| 78                    | Artem Ovechkin (RUS)      | 42e         |
| Directeur sportif : ? |                           |             |

| Colombia COL          | Colombia COL              | Colombia COL |
| --------------------- | ------------------------- | ------------ |
| Num                   | Coureur                   | Pos          |
| 81                    | Alex Cano (COL)           | 31e          |
| 82                    | Walter Pedraza (COL)      | 86e          |
| 83                    | Carlos Quintero (COL)     | 24e          |
| 84                    | Carlos Ramírez (COL)*     | 81e          |
| 85                    | Edward Díaz (COL)*        | 69e          |
| 86                    | Rodolfo Torres (COL)      | AB-2         |
| 87                    | Juan Pablo Valencia (COL) | 82e          |
| 88                    | Brayan Ramírez (COL)      | 63e          |
| Directeur sportif : ? |                           |              |

| Southeast STH         | Southeast STH           | Southeast STH |
| --------------------- | ----------------------- | ------------- |
| Num                   | Coureur                 | Pos           |
| 91                    | Elia Favilli (ITA)      | 34e           |
| 92                    | Mauro Finetto (ITA)     | 4e            |
| 93                    | Francesco Gavazzi (ITA) | 36e           |
| 94                    | Simone Ponzi (ITA)      | 26e           |
| 95                    | Luca Wackermann (ITA)   | 73e           |
| 96                    | Andrea Fedi (ITA)       | 78e           |
| 97                    | Giorgio Cecchinel (ITA) | 28e           |
| 98                    | Rafael Andriato (BRA)   | 77e           |
| Directeur sportif : ? |                         |               |

| Topsport Vlaanderen-Baloise TSV | Topsport Vlaanderen-Baloise TSV | Topsport Vlaanderen-Baloise TSV |
| ------------------------------- | ------------------------------- | ------------------------------- |
| Num                             | Coureur                         | Pos                             |
| 101                             | Otto Vergaerde (BEL)*           | 94e                             |
| 102                             | Jef Van Meirhaeghe (BEL)        | 83e                             |
| 103                             | Kenny De Ketele (BEL)           | 89e                             |
| 104                             | Pieter Jacobs (BEL)             | 52e                             |
| 105                             | Jarl Salomein (BEL)             | 80e                             |
| 106                             | Thomas Sprengers (BEL)          | 20e                             |
| 107                             | Preben Van Hecke (BEL)          | 23e                             |
| 108                             | Arthur Vanoverberghe (BEL)      | 59e                             |
| Directeur sportif : ?           |                                 |                                 |

| Radenska Ljubljana RAR | Radenska Ljubljana RAR | Radenska Ljubljana RAR |
| ---------------------- | ---------------------- | ---------------------- |
| Num                    | Coureur                | Pos                    |
| 111                    | Robert Jenko (SLO)     | 110e                   |
| 112                    | Marko Pavlic (SLO)*    | 32e                    |
| 113                    | Rok Korošec (SLO)*     | AB-4                   |
| 114                    | Žiga Ručigaj (SLO)*    | 68e                    |
| 115                    | Martin Otoničar (SLO)* | 98e                    |
| 116                    | Jure Miskulin (SLO)*   | 105e                   |
| 117                    | Gregor Krajnc (SLO)*   | 95e                    |
| 118                    | Zan Jerkic (SLO)*      | 113e                   |
| Directeur sportif : ?  |                        |                        |

| Meridiana Kamen MKT   | Meridiana Kamen MKT      | Meridiana Kamen MKT |
| --------------------- | ------------------------ | ------------------- |
| Num                   | Coureur                  | Pos                 |
| 121                   | Enea Cambianica (SUI)    | 25e                 |
| 122                   | Filip Čengić (CRO)*      | AB-2                |
| 123                   | Cristiano Monguzzi (ITA) | AB-3                |
| 124                   | Mateo Franković (CRO)*   | 96e                 |
| 125                   | Uros Repse (SLO)*        | 91e                 |
| 126                   | Endi Širol (CRO)         | AB-3                |
| 127                   |                          |                     |
| 128                   |                          |                     |
| Directeur sportif : ? |                          |                     |

| Équipe nationale de Slovénie SLO | Équipe nationale de Slovénie SLO | Équipe nationale de Slovénie SLO |
| -------------------------------- | -------------------------------- | -------------------------------- |
| Num                              | Coureur                          | Pos                              |
| 131                              | Tadej Logar (SLO)*               | 88e                              |
| 132                              | Gašper Katrašnik (SLO)*          | 62e                              |
| 133                              | Matej Razingar (SLO)*            | 93e                              |
| 134                              | Žiga Grošelj (SLO)*              | 39e                              |
| 135                              | Miha Poljanec (SLO)*             | 97e                              |
| 136                              | Matic Grošelj (SLO)*             | 85e                              |
| 137                              | Matic Veber (SLO)*               | 92e                              |
| 138                              | Luka Pajek (SLO)*                | 111e                             |
| Directeur sportif : ?            |                                  |                                  |

| Felbermayr Simplon Wels RWS | Felbermayr Simplon Wels RWS | Felbermayr Simplon Wels RWS |
| --------------------------- | --------------------------- | --------------------------- |
| Num                         | Coureur                     | Pos                         |
| 141                         | Jure Golčer (SLO)           | 3e                          |
| 142                         | Matija Kvasina (CRO)        | 11e                         |
| 143                         | Matej Marin (SLO)           | 61e                         |
| 144                         | Matthias Krizek (AUT)       | 44e                         |
| 145                         | Marcel Huber (AUT)*         | AB-4                        |
| 146                         |                             |                             |
| 147                         |                             |                             |
| 148                         |                             |                             |
| Directeur sportif : ?       |                             |                             |

| D'Amico Bottecchia AZT | D'Amico Bottecchia AZT   | D'Amico Bottecchia AZT |
| ---------------------- | ------------------------ | ---------------------- |
| Num                    | Coureur                  | Pos                    |
| 151                    | Giorgio Bocchiola (ITA)  | 106e                   |
| 152                    | Adriano Brogi (ITA)      | 87e                    |
| 153                    | Gabriele Campello (ITA)* | AB-3                   |
| 154                    | Paolo Ciavatta (ITA)     | 22e                    |
| 155                    | Eduardo Estrada (COL)*   | AB-4                   |
| 156                    | Silvio Giorni (ITA)      | AB-3                   |
| 157                    | Nicola Poletti (ITA)*    | AB-2                   |
| 158                    | Antonio Parrinello (ITA) | 55e                    |
| Directeur sportif : ?  |                          |                        |

| Adria Mobil # ADR     | Adria Mobil # ADR             | Adria Mobil # ADR |
| --------------------- | ----------------------------- | ----------------- |
| Num                   | Coureur                       | Pos               |
| 161                   | Marko Kump (SLO)              | 76e               |
| 162                   | Kristjan Fajt (SLO)           | 29e               |
| 163                   | Primož Roglič (SLO)           | 1er               |
| 164                   | Klemen Štimulak (SLO)         | 103e              |
| 165                   | David Per (SLO)*              | 90e               |
| 166                   | Radoslav Rogina (CRO) (Route) | 6e                |
| 167                   | Jon Božič (SLO)*              | 100e              |
| 168                   | Domen Novak (SLO)*            | 19e               |
| Directeur sportif : ? |                               |                   |